# شهرستان کاسان‌سای
ناحیهٔ کاسان‌سای (به ازبکی: Kosonsoy tumani، کاسان سای تومانی) یک ناحیه در ازبکستان است که در ولایت نمنگان واقع شده‌است. ناحیه کاسان‌سای ۵۱۰ کیلومتر مربع مساحت و ۱۴۱٬۵۰۰ نفر جمعیت دارد.